# Wilhelm von Scherff
Wilhelm Karl Friedrich Gustav Johann von Scherff (* 6. Februar 1834 in Frankfurt am Main; † 16. April 1911 in Venedig) war ein preußischer General der Infanterie und Militärschriftsteller.

## Leben

### Herkunft
Wilhelm war der Sohn von Friedrich von Scherff († 1869) und dessen Ehefrau Karoline, geborene von Arnoldi (1794–1868). Sein Vater war niederländischer Staatsrat und Gesandter am Bundestag in Frankfurt am Main.

### Militärkarriere
Scherff besuchte Gymnasien in seiner Heimatstadt und Wiesbaden. Ab 16. Oktober 1849 war er Kadett in Berlin und wurde dann am 27. April 1852 als Sekondeleutnant dem 2. Garde-Regiment zu Fuß der Preußischen Armee überwiesen. Zwischen Oktober 1856 und Juni 1859 kommandierte man Scherff zur weiteren Ausbildung an die Allgemeine Kriegsschule und war von 1860 bis 1866 Adjutant der preußischen Besatzungsbrigade. Den Deutschen Krieg erlebte Scherff 1866 als Generalstabsoffizier beim Detachement unter Generalmajor von Beyer. In dieser Stellung nahm er während des Mainfeldzuges an den Kämpfen bei Hammelburg, Werbach, Helmstadt sowie der Beschießung von Würzburg teil.
Nach dem Krieg wurde er im Juli 1869 zum Generalstab der 19. Division versetzt und im Oktober 1869 zum Major befördert. Als solcher beteiligte er sich 1870/71 im Krieg gegen Frankreich an den Schlachten bei Mars-la-Tour, Gravelotte, Beaune-la-Rolande und Orléans sowie der Belagerung von Metz. Ausgezeichnet mit beiden Klassen des Eisernen Kreuzes war Scherff vom 1. Oktober 1873 bis zum 11. Januar 1875 als Lehrer für Taktik an der Kriegsakademie tätig. Anschließend erfolgte als Oberstleutnant und Abteilungschef eine Verwendung im Großen Generalstab.
Scherff war dann bis 1879 Mitglied der Grenzregulierungskommission in Bulgarien, wurde nach seiner Rückkehr Kommandeur des Infanterie-Regiments Nr. 29, 1882 Chef des Generalstabs des XI. Armee-Korps, erhielt am 13. Februar 1883 den Rang eines Brigadekommandeurs und wurde schließlich am 6. Dezember 1883 zum Generalmajor befördert. Als solcher war Scherff dann vom 4. September 1884 bis 11. Juni 1888 Kommandeur der 41. Infanterie-Brigade und wurde anschließend unter gleichzeitiger Beförderung zum Generalleutnant zum Kommandeur der 33. Division in Straßburg ernannt. Diesen Posten bekleidete er ein knappes Jahr und wurde am 17. Juni 1889 Kommandeur der 18. Division.
Obwohl von seinen Vorgesetzten zum Kommandierenden General empfohlen, trat Scherff in den Ruhestand und wurde unter Verleihung des Charakters als General der Infanterie am 14. Februar 1891 mit Pension zur Disposition gestellt.
Scherff verstarb 1911 auf einer Italienreise in Venedig.

### Familie
Scherff hatte sich am 19. Dezember 1882 in Metz mit Elsa Ernestine Johanna von Holleben (* 1862) verheiratet. Die Ehe blieb kinderlos.

## Werke
- Gymnastik und Fechtkunst in der Armee. Berlin 1858.
- Anleitung zum Betrieb der Gymnastik. 1861.
- Zur Taktik der Zündnadelinfanterie. 1863.
- Die Schlacht bei Beaune la Rolande. 1872.
- Studien zur neuern Infanterietaktik. 1873–74. vier Hefte.
- Zwei- oder dreigliederig? 1874.
- Die Infanterie auf dem Exerzierplatz. 1875.
- Die Lehre von der Truppenverwendung als Vorschule für die Kunst der Truppenführung. 1876–79. zwei Bände.
- Von der Kriegsführung. 1883.
- Einige taktische Grundsätze als Anhalt für die Ausbildung der Infanterie. 1879